# Hohlspiegelmikrofon
Hohlspiegelmikrofone werden zur Richtungsfindung (Lokalisation) von Geräuschen eingesetzt. Sie sind im Prinzip wie Parabolantennen aufgebaut, wobei der Detektor durch ein Mikrofon ersetzt wird. Ihr Einsatz erfolgt häufig in Aeroakustik-Windkanälen mit offener Messstrecke. Meist wird hierbei die Schallabstrahlung von Straßenfahrzeugen oder Flugzeugen untersucht. Daneben gibt es meistens kleinere, handgehaltene Systeme, die zum Beispiel für Abhörmaßnahmen verwendet werden.

## Funktionsweise

Funktionsprinzip eines Hohlspiegelmikrofons

Für Parabolspiegel wird das Mikrofon so positioniert, dass es im Schnittpunkt der reflektierten parallel einfallenden Schallstrahlen liegt. Möchte man die Ortungsgenauigkeit erhöhen, so ist die Verwendung eines Ellipsoidspiegels vorteilhaft. Beim Ellipsoidspiegel befindet sich das Mikrofon im Brennpunkt direkt vor dem Spiegel, im anderen der Messpunkt auf dem zu untersuchenden Objekt. Wenn der Messabstand nicht zu klein ist, können auch Parabolspiegel auf einen Messpunkt fokussiert werden, indem das Mikrofon dementsprechend positioniert wird. Der im Bild gezeigte Parabolspiegel mit 1,2 m Durchmesser kann zum Beispiel durch eine Erhöhung des Mikrofonabstands von der Spiegeloberfläche um 50 Millimeter auf eine Schallquelle in 7 Meter Abstand fokussiert werden. Weitere Vergrößerungen des Mikrofonabstands von der Spiegeloberfläche erlauben in diesem Falle Messabstände bis hinab zu etwa vier Meter.
Die Signalverstärkung eines Hohlspiegelmikrofones gegenüber einem Mikrofon mit Kugelcharakteristik ist frequenzabhängig. Die geringsten Verstärkungen erfolgen im unteren Frequenzbereich. Größere Verstärkungen können dort nur mit größeren Spiegeldurchmessern erreicht werden. Auch die räumliche Auflösung wird umso besser, je größer der eingesetzte Spiegel ist.
Einige Systeme sind mit mehreren, auf einer Ebene dicht beieinander angeordneten Mikrofonen ausgerüstet, sodass jedes dieser Mikrofone auf einen anderen Messpunkt auf dem Messobjekt fokussiert ist. Dies ermöglicht die gleichzeitige Vermessung einer gesamten Fläche, ohne dass das Hohlspiegelmikrofon umgesetzt werden muss.

## Geschichte
Die ersten Hohlspiegelmikrofone waren militärische Entwicklungen und waren Weiterentwicklungen von Richtungshörern. Von etwa 1916 bis 1930 entstanden zum Beispiel an der englischen Küste mehrere Beton-Konstruktionen, die dazu dienten, feindliche Luftschiffe und Flugzeuge bereits hören zu können, bevor sie in Sichtweite waren. Die bekanntesten unter ihnen auf dem ehemaligen Stützpunkt der Royal Air Force Denge bei Dungeness und in Hythe in Kent können heute noch besichtigt werden. Sie hatten eine Hörweie von rund 30 Kilometern. Im November 1934 erhöhte die RAF jedoch die Anforderungen, auch weil die Flugzeuge immer schneller flogen. Weitere und ältere Systeme sind beispielsweise in Sunderland, Redcar, Kilnsea in Holderness, am Selsey Bill bei Selsey und auf Malta zu finden.
Auch Konstruktionen, die die Schallstrahlen nicht in einem Punkt fokussierten, sondern ähnlich einem Hörrohr durch Mehrfachreflexionen wirken, wurden militärisch eingesetzt. Derartige Systeme zur Luftabwehr waren zum Beispiel auch in Japan (Japanische Kriegstuba) und bei der deutschen Wehrmacht als Ringrichtungshörer (RRH) im Einsatz. Aus den USA sind ähnliche Anordnungen – jedoch in kleinerer Ausführung – bekannt, die zur Ortung von Nebelhörnern von Schiffen dienen sollten („Topophone“ von Prof. Alfred M. Mayer von 1880). Meist wurden diese Systeme jedoch direkt abgehört und enthielten keine Mikrofone.
Das erste funktionierende Radarsystem im Jahr 1935 bedeutete das Ende der Horchsysteme. Dieses System in Orfordness in Suffolk von Robert Watson-Watt und Arnold Wilkins konnte im Mai 1935 die Vorwarungsdistanz verdoppeln auf 60 Kilometer. Die Fähigkeit, Flugzeuge zu entdecken, hatte Watson-Watt erlebt, als er mit Funkmessgeräten Gewitter verfolgte. Im Februar 1935 wurde das Echo einem Vertreter des Luftfahrtministeriums vorgeführt. Zufällig geschah das an genau dem Tag als Hitler am 26. Februar 1935 der Welt seine Luftwaffe offenbarte. Bis 1938 war das System um London mit fünf Radarstationen errichtet und das ganze Benachrichtigungssystem ausgearbeitet. London hatte nun eine 20-Minuten-Vorwarnzeit. Von September 1938 bis September 1939 folgte der Ausbau mit weiteren 14 Radarstationen zur Chain Home und einer Abdeckung von Newcastle bis zur Isle of Wight.

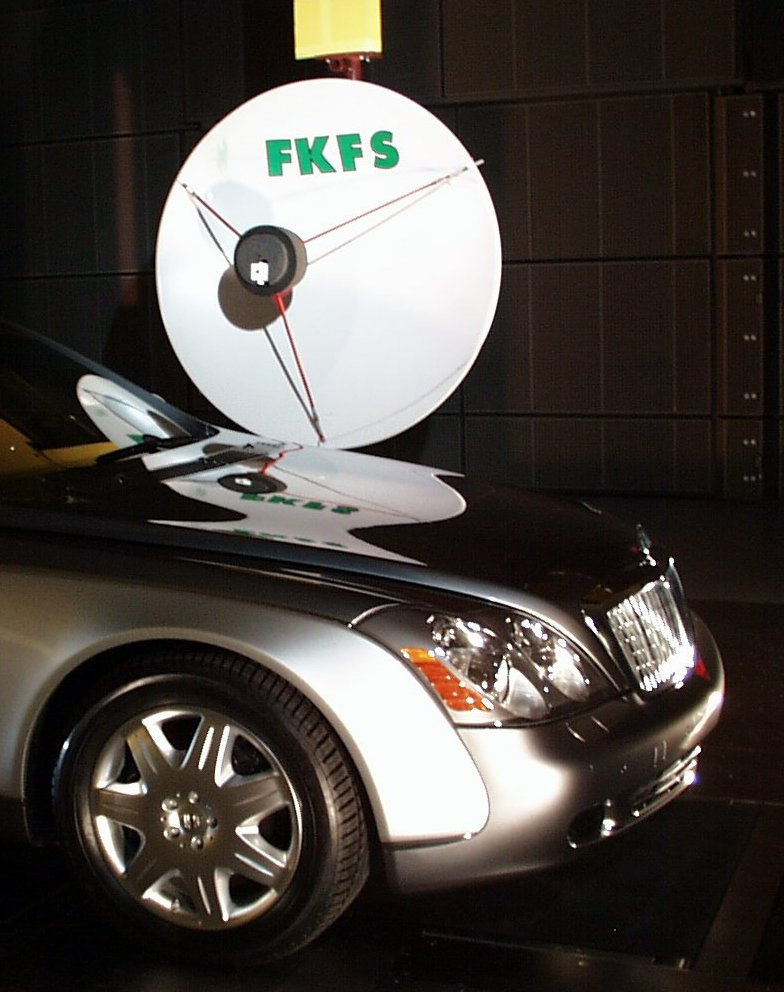
Hohlspiegelmikrofon in einem aeroakustischen Windkanal (FKFS, Stuttgart)
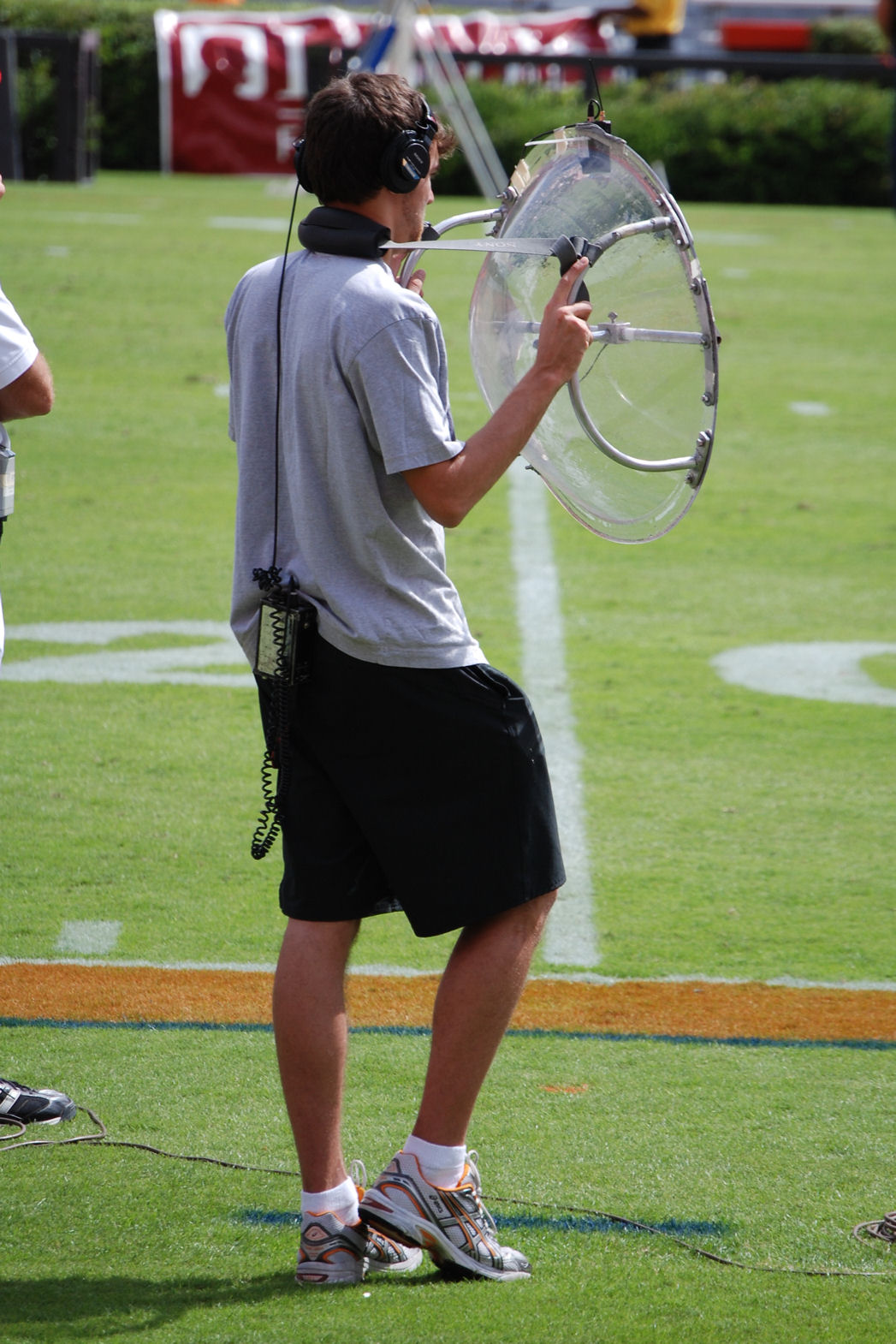
Handgehaltenes Hohlspiegelmikrofon.
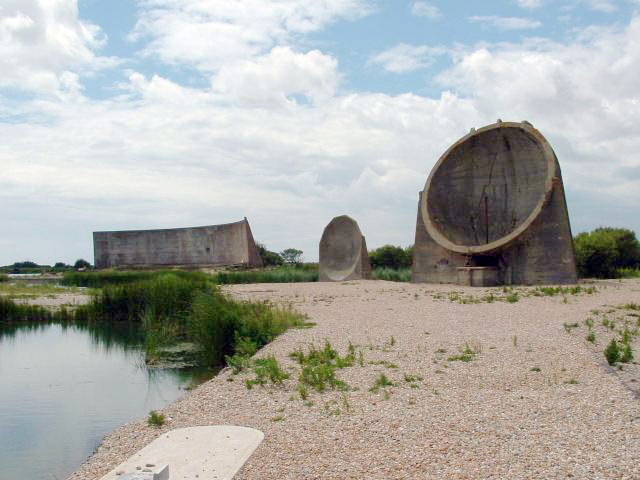
Hohlspiegelmikrofone in Denge
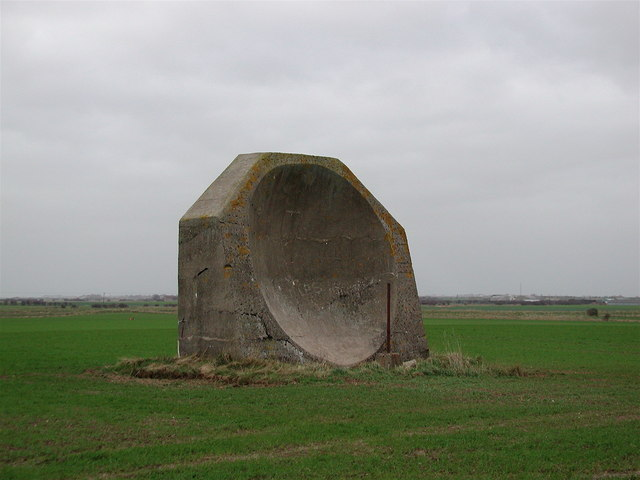
4,5 Meter hohes Hohlspiegelmikrofon aus Beton bei Kilnsea Grange, East Yorkshire, Großbritannien. Vor der Öffnung ist das Rohr zur Befestigung des Mikrofons zu erkennen.